# Paul Niederberger
Pour les articles homonymes, voir Niederberger.
Paul Niederberger, né le 5 décembre 1948 à Büren, est un homme politique suisse membre du Parti démocrate-chrétien. Il siège au Conseil des États de 2007 à 2015.

## Biographie
Originaire de Dallenwil, Paul Niederberger siège au parlement du canton de Nidwald de juillet 1986 à avril 1996. En mai 1996, il est élu au gouvernement cantonal, puis réélu en 2002 et 2006. Durant cette période, il occupe les fonctions de Landesstatthalter, de directeur du département des finances et de directeur adjoint du département de l'économie.
Il abandonne ce poste exécutif en juin 2008 à la suite de son accession au Conseil des États, le 3 décembre 2007, comme représentant du canton de Nidwald. Dans le cadre de son activité parlementaire, il siège aux commissions de la politique de sécurité, des finances, des institutions politiques et de gestion ; il est également président de la délégation auprès de l'Assemblée parlementaire de l'OSCE de 2007 à 2009.
Niederberger est marié et père de deux enfants.